# Le Déclin de l'empire américain
Ne doit pas être confondu avec La Chute de l'empire américain.
Série
Les Invasions barbares
(2003)
Pour plus de détails, voir Fiche technique et Distribution.
Le Déclin de l'empire américain est un film québécois réalisé par Denys Arcand et sorti en 1986. Il met en scène un groupe d'intellectuels qui est composé en partie de professeurs à l'Université de Montréal.
Ce film forme un triptyque avec deux autres réalisations de Denys Arcand : Les Invasions barbares en 2003, soit 17 ans plus tard et avec la participation des principaux acteurs du Déclin…, puis L'Âge des ténèbres en 2007.

## Synopsis
En automne, dans la région de Montréal, quatre hommes et quatre femmes, universitaires pour la plupart, se préparent à passer leur weekend dans la maison de campagne du couple Louise et Rémy. Pendant que les hommes préparent le repas à la maison, les femmes pratiquent leurs exercices dans le gigantesque centre sportif universitaire. Durant les heures qui précèdent leurs retrouvailles, ils discourent sur leur vie, notamment sur leurs mœurs sexuelles. Les mêmes événements, relatés par les hommes et par les femmes, diffèrent parfois au point qu'on ne sait pas où se trouve la vérité.
Les discussions des huit personnages, entamées dès leurs retrouvailles, se poursuivent au cours de leur repas et jusqu'au petit matin, apportant leurs lots de réflexions, découvertes et révélations qui ébranleront la vie de certains d'entre eux.

## Fiche technique
Source : IMDb et Films du Québec
- Titre original : Le Déclin de l'empire américain
- Réalisation : Denys Arcand
- Scénario : Denys Arcand
- Assistant-réalisation : Jacques W. Benoît
- Musique : François Dompierre sur des thèmes de Georg Friedrich Haendel (BO éditée par les Disques Milan, entre autres, Concerto Grosso, op. 6, no 5)
- Direction artistique : Gaudeline Sauriol
- Costumes : Denis Sperdouklis
- Maquillage : Micheline Trépanier
- Coiffure : Gaétan Noiseux
- Photographie : Guy Dufaux, Jacques Leduc (prises de vues additionnelles / images de la nature)
- Son :
  - Enregistrement : Richard Besse
  - Mixage : Adrian Croll, Jean-Pierre Joutel
  - Montage : Diane Boucher, Paul Dion, Andy Malcolm
- Montage : Monique Fortier
- Producteurs : Roger Frappier, René Malo
- Producteur délégué : Pierre Gendron
- Directrice de production : Lyse Lafontaine
- Sociétés de production : Corporation Image M&M (Montréal), ONF (Montréal)
- Sociétés de distribution : Les Films René Malo (Canada), Cineplex Odeon Films (Canada), Pyramide Distribution (France), UGC (France)
- Budget : 1,8 million $ CA
- Pays de production :  Canada
- Tournage : Université de Montréal, Complexe sportif Claude-Robillard, Magog, Montréal, Georgeville (Canada/Québec)
- Langue originale : français
- Format : 35 mm — couleur — 1.78:1 — son monophonique
- Genre : comédie dramatique
- Durée : 102 minutes
- Dates de sortie :
  - France : 9 mai 1986 (Première mondiale en ouverture de la Quinzaine des réalisateurs du Festival de Cannes 1986)[2]
  - Canada : 18 juin 1986 (sortie en salle au Québec)
  - États-Unis : 27 septembre 1986 (Festival du film de New York)
  - France : 4 février 1987 (sortie en salle)
- Classification :
  - Québec : 13 ans et plus[3]
  - Classifications CNC : tous publics, Art et Essai (visa d'exploitation no 64263 délivré le 5 février 1987)

## Distribution[4]
- Dominique Michel : Dominique Saint-Arnaud, directrice dép. histoire, célibataire, ex-amante de Rémy et de Pierre
- Dorothée Berryman : Louise, femme de Rémy
- Louise Portal : Diane Léonard, chargée de cours dép. histoire, divorcée, ex-amante de Rémy
- Pierre Curzi : Pierre[5], professeur dép. histoire de l'Université, divorcé, amant de Danielle
- Rémy Girard : Rémy, professeur dép. histoire, mari de Louise
- Yves Jacques : Claude, professeur dép. histoire, célibataire, homosexuel
- Geneviève Rioux : Danielle, étudiante en histoire, célibataire, maîtresse de Pierre
- Daniel Brière : Alain, professeur suppléant, célibataire
- Gabriel Arcand : Mario, sans emploi connu, amant de Diane
- Évelyn Regimbald : la gérante du salon de massage
- Lisette Guertin : Thérèse, femme de Charles, participante à la partouze
- Alexandre Rémy : Kim, le travesti rue Saint-Laurent
- Ariane Frédérique : Nathalie, 12 ans, fille de Diane
- Jean-Paul Bongo : Mustapha, historien africain

Dorothée Berryman en 2017.
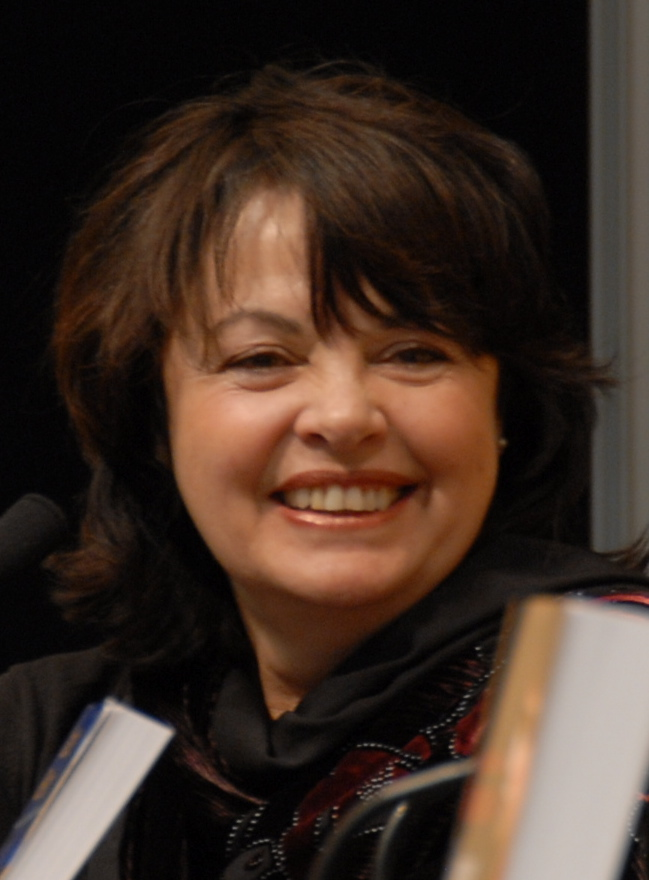
Louise Portal en 2010.
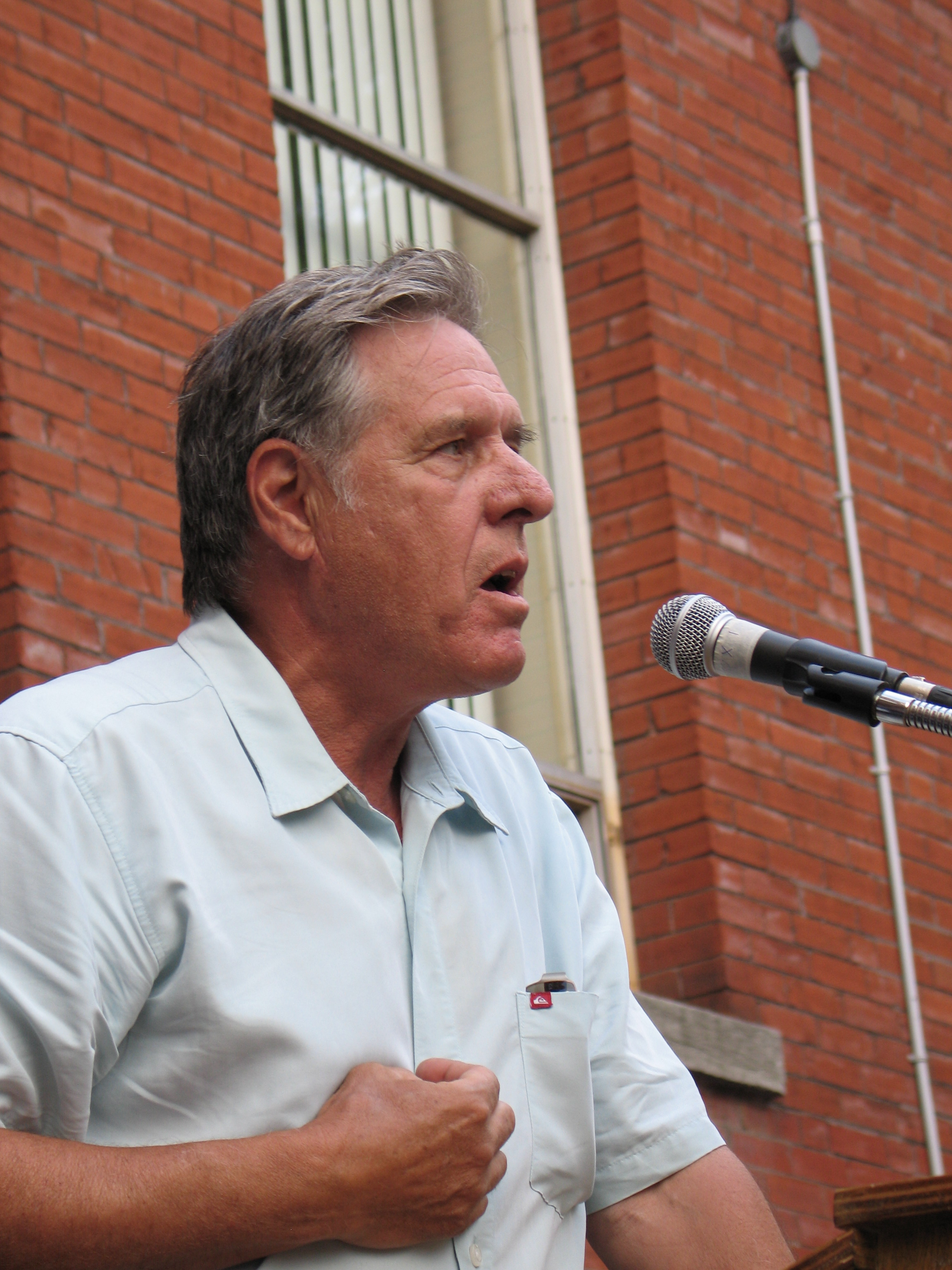
Pierre Curzi en 2007.

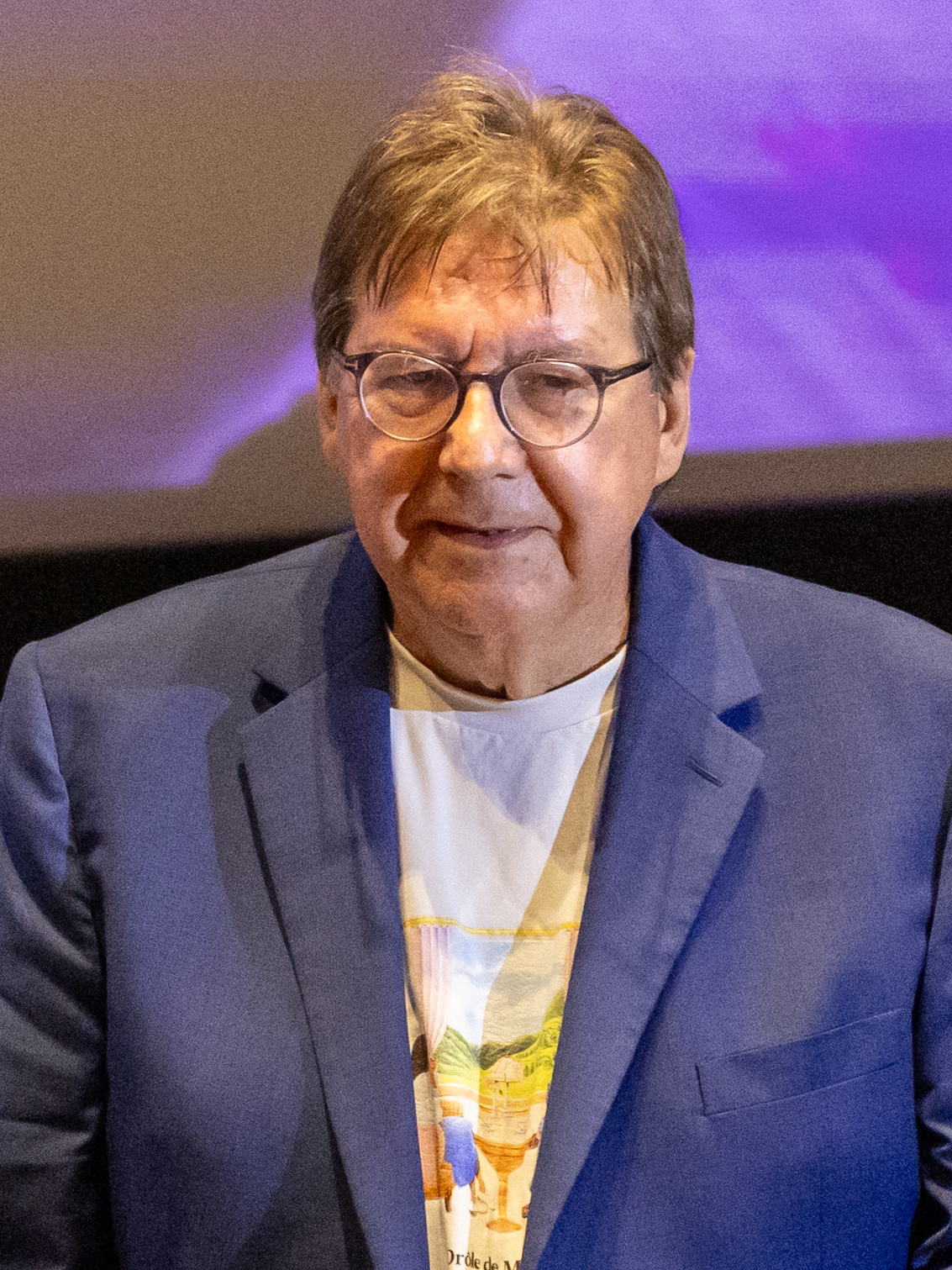
Rémy Girard en 2024.
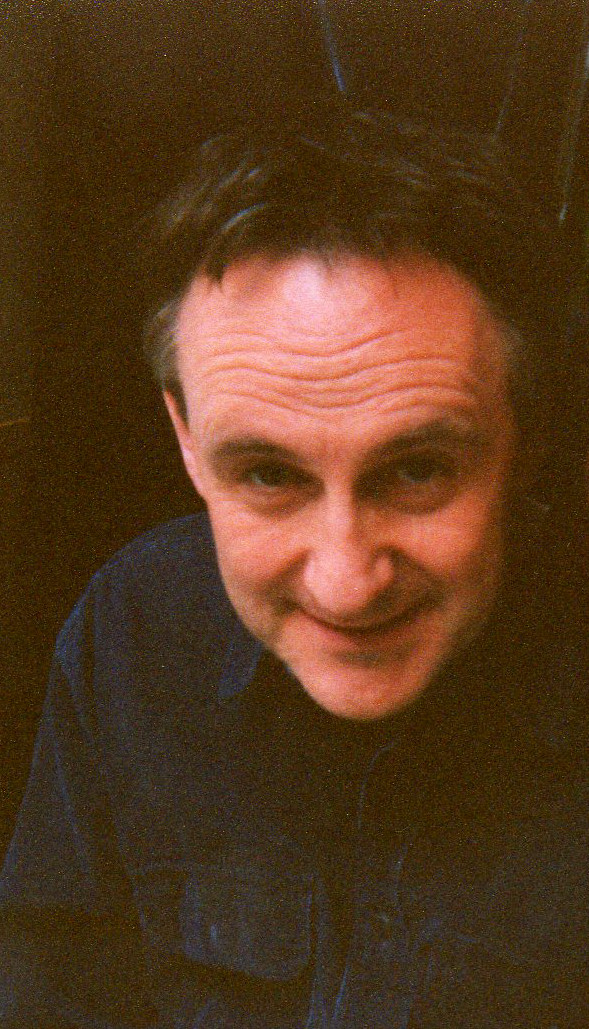
Yves Jacques en 2004.
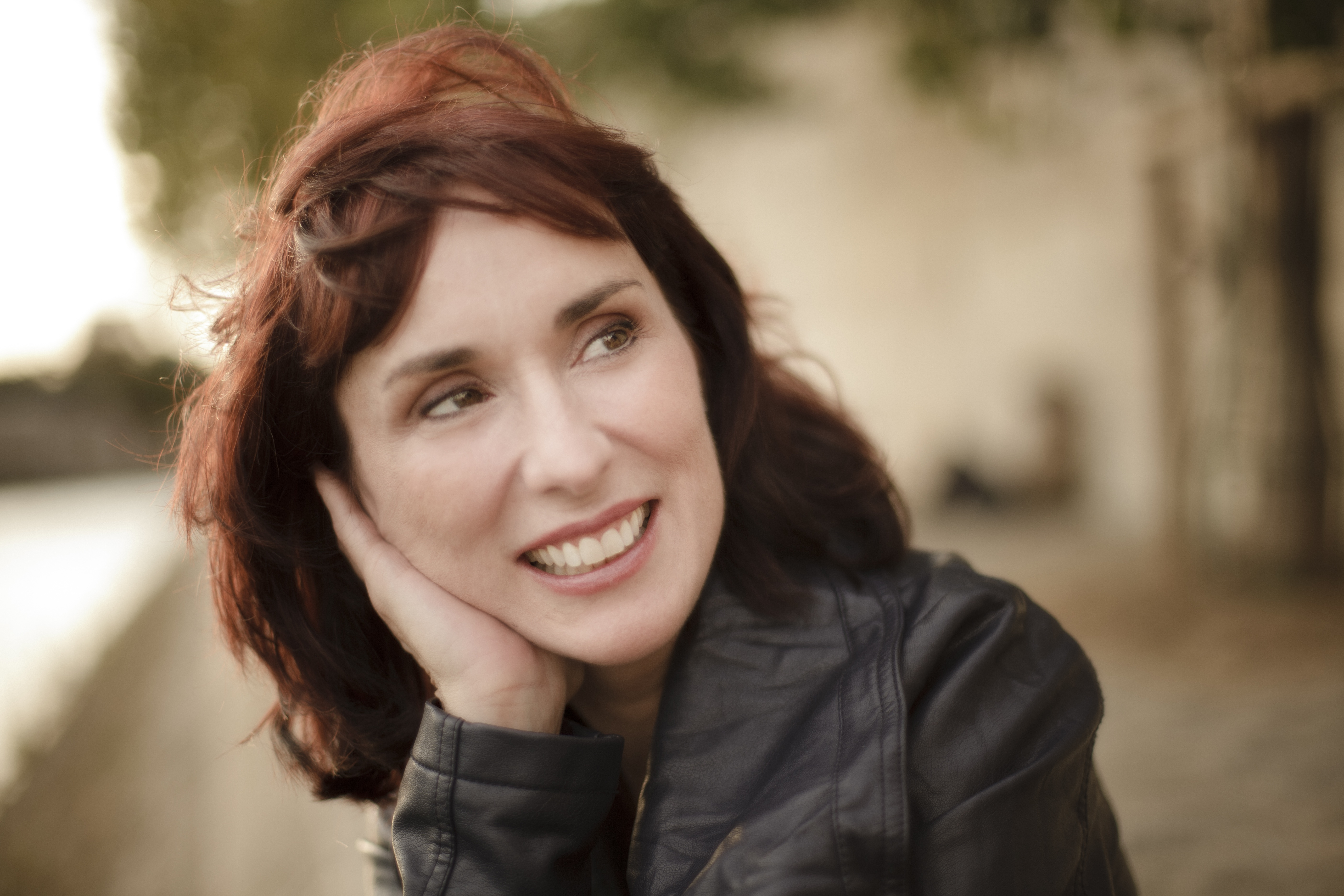
Geneviève Rioux en 2011.

## Production
Période de production : août à septembre 1985,.

### Scénario
Denys Arcand : « J'ai fait ce film dans des conditions de liberté assez exceptionnelles. Roger Frappier m'avait demandé de lui écrire un scénario modeste et intimiste, et après bien des tâtonnements, j'ai commencé à griffonner quelques petites scènes de la vie quotidienne à Montréal en 1985. Des conversations entendues ici ou là, ou encore auxquelles j'avais participé, des scènes que j'avais vécues ou qui m'avaient été racontées par des amis. […] Ce film est donc très proche de moi, de ma vie et de celles de mes amis. C'est pourquoi il met en scène des intellectuels, au lieu des habituels policiers, bandits ou mannequins qui remplissent généralement les écrans. […] J'ai donc décidé de me faire plaisir et de fabriquer un film qui irait contre toutes les lois communément admises de l'art cinématographique : peu d'action, beaucoup de dialogues, beaucoup de références très personnelles. Or il se trouve que ce film a eu du succès. […] Comme quoi on ne sait jamais ce qu'on fait. Moi, en tout cas, je ne le savais pas. Je fais pour le mieux, comme on dit. »
Le thème du Sida est abordé dans une scène où les hommes dissertent sur les infections sexuellement transmissibles, mais dans les discussions, ce virus est traité comme s'il n'était transmis qu'entre homosexuels, ce qui, en 1986, était une croyance collective au sein de la population.

### Tournage

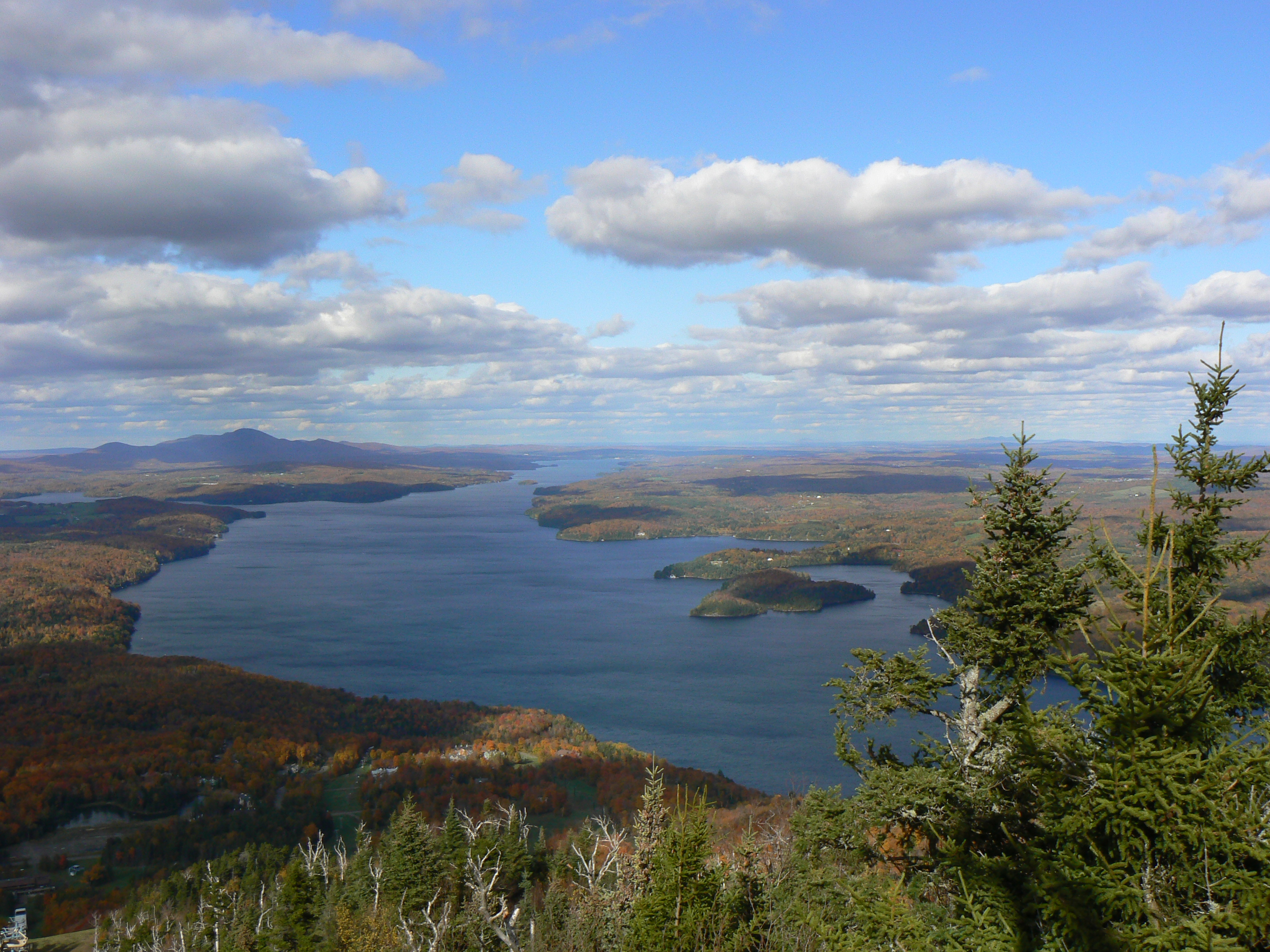
Le lac Memphrémagog vu depuis le mont Owl's Head.

- Principaux lieux de tournage au Canada, à Montréal, à Magog et à Georgeville[9],[7] :
  - Dans la villa du parolier Luc Plamondon[10] située à Magog sur la rive du lac Memphrémagog (toutes les scènes dans et près de la maison de « Louise et Rémy ») ;
  - Université de Montréal : dans le grand hall (après le générique en perspective du début suivi de l'interview de Dominique par Diane), pavillon Paul-Guy Desmarais (scène où Rémy dispense ses cours aux étudiants) et dans le stade de l'université ;
  - Complexe sportif Claude-Robillard : scènes des quatre femmes à la piscine (à confirmer) ;
  - Dans un Centre de conditionnement physique Nautilus de Montréal (on ignore lequel, car il y en a plusieurs dans la ville[Note 2]).

## Accueil
Ce film québécois, vendu dans 27 pays, a obtenu un important succès commercial sur la scène internationale.
Télérama : « L'audace du film, c'est d'avoir tout misé sur le dialogue : en écho d'abord (côté hommes contre côté femmes), puis croisé (tous ensemble). Parfois, on est agacé par les facilités de langage qui cherchent à choquer ou à faire rire trop facilement. Le plus souvent, on est saisi de vertige par le flot de ces conversations-confidences qui ne peuvent que nous toucher, nous rappeler nos propres expériences. Film brillant, comique et sociologique, Le Déclin de l'empire américain est aussi, à sa façon — à travers une série de petites histoires —, une réflexion sur l'Histoire (références à la chute de l'Empire romain). Comme l'indique son titre, c'est un film sur la fin d'un monde, le nôtre, qui, à force de courir après le bonheur, court à sa perte. »
Le Devoir : « Le Déclin de l'empire américain : la démission tranquille ». Le philosophe Réjean Bergeron est interviewé par le journaliste André Lavoie en août 2023 :
« André Lavoie : — Quels souvenirs gardez-vous de votre premier visionnement du Déclin de l'empire américain ?
Réjean Bergeron : — Je l'ai vu dès les toutes premières semaines de sa sortie, au moment où je terminais ma maîtrise en philosophie. Évidemment, je l'avais adoré, autant pour l'humour noir que pour le portrait décapant de la société et une sorte de cynisme imprégné de joie. En revoyant le film aujourd'hui, après avoir lu le scénario en prévision de notre rencontre et avoir longtemps côtoyé des intellectuels, certains personnages m'ont beaucoup frappé.
Rémy (Rémy Girard) est toujours aussi «  mononcle ». On en trouve encore de nos jours, mais ils sentent qu'ils ne peuvent plus s'exprimer aussi facilement, tandis que Pierre (Pierre Curzi) m'apparaît comme l'incarnation du défaitisme et de la démission tranquille. Mais c'est le personnage de Dominique (Dominique Michel) qui m'a le plus frappé : le porte-parole d'Arcand dans le film, c'est elle ! Elle porte la question du bonheur individuel liée à celle du déclin des civilisations, les deux fils conducteurs du récit.
Comme Arcand, elle représente quelqu'un avec une vie intellectuelle active, mais aussi un regard cynique. Je me suis d'ailleurs identifié à elle en ce qui concerne la sortie de son livre Variances de l'idée du bonheur : je n'ai jamais eu de discussions avec mes collègues lorsque je publiais des ouvrages ou écrivais des lettres d'opinion dans les journaux. Était-ce de la jalousie ou trouvaient-ils cela trop léger ? D'une fois à l'autre, c'était tout simplement silence radio.
A.L. : — Diriez-vous du Déclin… qu'il représente une illustration de la place du mensonge dans nos rapports interpersonnels ?
R.B. : — Dans ce film, le mensonge est un thème fabuleux. En 1925, le dramaturge et critique littéraire français Étienne Rey écrivait dans son Éloge du mensonge des réflexions comme : « Le mensonge est l'auxiliaire de la civilisation », « Sans le pouvoir de mentir aux autres et de se mentir à soi-même, la vie serait d'une misérable platitude » et « Le mensonge tue l'amour, a-t-on dit. Eh bien, la franchise, donc ! ».
Sans le savoir, le personnage de Rémy se présente comme un disciple d'Étienne Rey quand il affirme que « le mensonge est la base de la vie amoureuse comme c'est le ciment de la vie sociale ». Par contre, s'il avait vraiment lu Étienne Rey, Rémy aurait évité quelques soucis, car l'auteur affirme également ceci : « Il faut en tout de la mesure, mon amour ; il en faut même dans le mensonge. »
Deux personnages détonent dans cette galerie : Mario (Gabriel Arcand), l'impromptu prolétaire à la veste de cuir, et Alain (Daniel Brière), l'étudiant en histoire plein de naïveté. Ils parlent peu, mais disent des choses vraies, et parfois très crues ! Sans surprise, cela les place dans une position de rejet, ou d'inconfort.
La position d'Alain au milieu de cette bande d'intellectuels est intéressante. Malheureusement pour lui, il n'a pas encore assimilé certaines règles, certains codes, pour faire partie du groupe, dont celui qui consiste à ne pas révéler le contenu des discussions des hommes entre eux.
À deux reprises, il révèle devant les femmes des choses que les hommes ont racontées dans l'après-midi, d'abord sur un collègue africain que Rémy a aidé à trouver une prostituée, puis la mention de Susan Sontag lorsque Dominique cherche le nom d'une grande intellectuelle avec qui Rémy voudrait coucher.
C'est d'autant plus frappant que, dans Le Déclin…, on ne sait jamais, ou rarement, qui dit la vérité. Souvent, une même expérience vécue par un personnage peut être racontée différemment par un autre, par exemple lorsqu'il est question de l'échange de couples dans le sous-sol d'un bungalow avec Louise (Dorothée Berryman) et Rémy.
Au final, le film cogne constamment sur deux clous : la place du mensonge dans notre société et la quête du bonheur individuel, avec tout ce qui en découle.
A.L. : — On accole souvent le qualificatif « cynique » au discours et aux films de Denys Arcand, mais ne devrait-on pas plutôt parler de désillusion ?
R.B. : — On peut parler aussi de perte de confiance, de désespoir… Les baby-boomers du Déclin… et ceux que décrit François Ricard dans son essai La Génération lyrique l'ont eu facile : ce ne sont pas eux qui ont fait la Révolution tranquille, mais ils ont profité des fruits qui leur sont tombés dans les mains, sans grandes batailles à livrer. La révolution sexuelle fut une partie de plaisir.
Or, lorsque cette liberté est poussée à l'extrême, que l'on rejette le passé, ce cynisme conduit au relativisme, puis au nihilisme. Quand on a tout rejeté et voulu tout recommencer, on se rend compte que ça tourne à vide ».

## Distinctions

### Récompenses
- Festival de Cannes 1986 : Prix FIPRESCI de la critique internationale
- New York Film Critics Circle  juin1986 : Meilleur film en langue étrangère
- Festival international du film de Toronto 1986 : 
  - Meilleur film canadien : Denys Arcand
  - Prix du public à Denys Arcand
- Prix Génie 1987 : 
  - Meilleur réalisateur : Denys Arcand
  - Meilleur montage : Monique Fortier
  - Meilleur film : Roger Frappier et René Malo
  - Meilleur son : Richard Besse, Adrian Croll, Jean-Pierre Joutel
  - Meilleur acteur dans un second rôle : Gabriel Arcand
  - Meilleure actrice dans un second rôle : Louise Portal
  - Meilleur scénario : Denys Arcand
  - Meilleur montage sonore : Diane Boucher, Paul Dion, Andy Malcolm
  - Bobine d'Or à Roger Frappier et René Malo

### Nominations
- Oscars du cinéma 1987 : nommé pour l'Oscar du meilleur film en langue étrangère.
- Prix Génie 1987 :
  - Pierre Curzi nommé pour le prix du meilleur acteur
  - Rémy Girard nommé pour le prix du meilleur acteur
  - Yves Jacques nommé pour le prix du meilleur acteur dans un second rôle
  - Dorothée Berryman nommée pour le prix de la meilleure actrice
  - Geneviève Rioux nommée pour le prix de la meilleure actrice dans un second rôle

## Adaptation
Une adaptation théâtrale de Denys Arcand et Claude-Michel Rome a été montée en 2006 au théâtre Daunou (Paris). Elle a remporté le prix Raimu de la comédie.